# Khaleda Zia
Begum Khaleda Zia (en bengalí: খালেদা জিয়া) (nascuda el 15 d'agost de 1946) és una política de Bangladesh que va ser en dues ocasions Primera ministra del país. És vídua del president assassinat Ziaur Rahman, de qui va heretar el lideratge del Partit Nacionalista de Bangladesh. El 2006 la revista Forbes va qualificar a Khaleda Zia en el lloc 33è de la seva llista de les 100 Dones Més Poderoses del Món.

## Biografia
En desembre de 1990, un aixecament de masses popular liderat per Khaleda Zia i Sheikh Hasina va destituir al dictador Hossain Mohammad Ershad, que havia arribat a la presidència després d'un cop d'estat el 1982.

### Primera etapa com primera Ministra
Zia va guanyar les eleccions de 1991 davant Sheikh Hasina, que va acusar el BNP de deshonestedat electoral i va boicotejar el Parlament i les eleccions de febrer de 1991, que va ser seguides de manifestacions violentes i agitació política i finalment Zia va dimitir el 30 de març de 1996 en favor d'un govern provisional liderat per Muhammad Habibur Rahman. Hasina es va convertir en primera ministra després d'unes noves eleccions convocades al juny de 1996.

### A l'oposició
El país va començar a experimentar un creixement econòmic i una reducció de la pobresa, tot i que va romandre en agitació política. El gener de 1999 el BNP va formar una aliança per augmentar les seves possibilitats de tornar al poder a les properes eleccions generals. Aquests incloïen el seu antic enemic polític, el Partit Jatiya, fundat pel president Hossain Mohammad Ershad que havia dirigit un govern militar, i els partits islàmics Bangladesh Jamaat-e-Islami i Islami Oikya Jot.

### Segona etapa com a Primera Ministra
La coalició de Zia va guanyar les eleccions de 2001 amb un còmode avantatge amb 185 dels 283 diputats electes. Un govern provisional va assumir el poder a finals d'octubre de 2006 després del final de l'administració del Partit Nacionalista de Bangla Desh però les eleccions programades per al gener de 2007 es van endarrerir a causa de la violència política i les lluites internes, la qual cosa va provocar una presa de possessió militar sense sang del govern provisional, que va acusar Zia i els seus dos fills de corrupció.

### Condemna per corrupció
El govern provisional va acusar Zia i els seus dos fills de corrupció. Zia va ser condemnada a un total de 17 anys de presó el 2018 i se li va impedir participar en les eleccions generals de Bangladesh de 2018. Va romandre a la presó central de Dhaka des del 2018 fins al 5 d'agost del 2024, després que una onada de protestes a tot el país va provocar que la primera ministra en funcions, Sheikh Hasina, fugís a l'Índia i que el president Mohammad Shahabuddin emetés una ordre d'alliberament de Zia.
En novembre de 2024 Zia va ser absolta en un cas de corrupció acusada d'apropiació indeguda de 31,5 milions de taka (260.000 dòlars) d'un fideïcomís el 2005 i en abril de 2024 va ser absolta conjuntament amb els altres acusats d'un altre cas d'apropiació indeguda de fons destinats als orfes quan va ser l'última primera ministra, inclòs el seu fill i el president en funcions del BNP, Tarique Rahman.